# Reddish House
Reddish House, også kendt som Reddish Manor er en herregård fra begyndelsen af 1700-tallet, som ligge i landsbyen Broad Chalke i Wiltshire, England. Den blev muligvis opført i sin nuværende form til Jeremiah Cray, en klædehandler, og det er i dage en listed building af anden grad.
Selvom herregårdens historie kan føres tilbage til begyndelsen af 1500-tallet, så står detnuværende hus som det blev bygget i 1700-tallet, hvor der blev ejet af tre fraværende herremænd, der alle havde navnet Jeremiah Cray. OPførelsen og designet synes at være påvirket af arkitekturstilarter som var populære under Charles 2. (1660–1685); William 3. og Mary 2. (1689–1702); og dronning Anne (1702–1714).
I 1947 købt fotografen Cecil Beaton det, og han ejede det frem til 1980, hvor det blev købt af Ursula Hendersen. Fra 1987 til 1999 blev huset ejet og af musikeren Robert Fripp og hans hustru Toyah Willcox, som udførte en omfattende renovering.